# Rejectaria pallescens
Rejectaria pallescens là một loài bướm đêm trong họ Noctuidae.